# Villers-Tournelle
Villers-Tournelle – miejscowość i gmina we Francji, w regionie Hauts-de-France, w departamencie Somma.
Według danych na rok 1990 gminę zamieszkiwało 108 osób, a gęstość zaludnienia wynosiła 18 osób/km² (wśród 2293 gmin Pikardii Villers-Tournelle plasuje się na 889. miejscu pod względem liczby ludności, natomiast pod względem powierzchni na miejscu 784.).